# Anton Dermota
Anton Dermota (ur. 4 czerwca 1910 w Kropie, zm. 22 czerwca 1989 w Wiedniu) – austriacki śpiewak pochodzenia słoweńskiego, tenor.

## Życiorys
Ukończył studia muzyczne w konserwatorium w Lublanie, uczył się też u Marie Radó w Wiedniu. Jako śpiewak zadebiutował w 1934 roku w Klużu. Od 1936 roku występował na deskach Opery Wiedeńskiej, która w 1946 roku przyznała mu tytuł Kammersänger. W 1955 roku wystąpił jako Florestan w Fideliu Ludwiga van Beethovena w przedstawieniu z okazji oddania odbudowanego po zniszczeniach wojennych gmachu Opery Wiedeńskiej. Gościnnie występował na festiwalu w Salzburgu, w mediolańskiej La Scali, w Opéra de Paris i Covent Garden Theatre w Londynie. Od 1966 roku wykładał w Universität für Musik und darstellende Kunst Wien. Zasłynął jako wykonawca ról w operach W.A. Mozarta, wykonywał też partie z oper Gaetano Donizettiego, Gioacchino Rossiniego, Giacomo Pucciniego, Giuseppe Verdiego i Richarda Straussa, a także repertuar oratoryjny i pieśniarski.
Odznaczony austriackim Krzyżem Honorowym I Klasy za Naukę i Sztukę (1959) oraz Wielką Srebrną Odznaką Honorową za Zasługi dla Republiki Austrii (1977).